# Алга (Аксубаевский район)
Алга — деревня в Аксубаевском районе Республики Татарстан Российской Федерации. Входит в состав Трудолюбовского сельского поселения.

## География
Деревня расположена на реке Карасинка, в 21 километре к юго-западу от посёлка городского типа Аксубаево. 

## История
Деревня основана в начале 1920-х годов, до 1940 года носила название Садыковское. Входила в Старо-Альметьевскую волость Чистопольского кантона ТАССР. С 10 августа 1930 года в Билярском, с 10 февраля 1935 года в Тельманском, с 16 июля 1958 года в Аксубаевском, с 1 февраля 1963 года в Октябрьском, с 12 января 1965 года в Аксубаевском районах. 

## Население
| 1926 | 1938 | 1949 | 1958 | 1970 | 1979 | 1989 | 2000 | 2010 |
| ---- | ---- | ---- | ---- | ---- | ---- | ---- | ---- | ---- |
| 94   | 158  | 142  | 153  | 221  | 174  | 112  | 95   | 85   |